# Star mit fremden Federn
Star mit fremden Federn ist eine deutsche Verwechslungskomödie der DEFA von Harald Mannl aus dem Jahr 1955.

## Handlung
Die Leiterin einer HO-Verkaufsstelle für Damenbekleidung in der kleinen Stadt Trutzen Isolde Sturm, erhält eine Einladung zur Submission der Frühjahrsmodelle des Jahres 1955 in Leipzig. Da sie ihren Kunden immer nur die modernsten und schönsten Hüte anbieten will, ist sie sofort bereit, diesen wichtigen Termin in der kommenden Woche wahrzunehmen. Obwohl sie zu diesem Zeitpunkt eigentlich mit ihrem Verlobten, den Friseurmeister Franz Blume, nach Wiesenburg in den Urlaub fahren will, ist sie davon überzeugt, dass dieser nichts dagegen haben wird, die Fahrt um eine Woche zu verschieben. Um sofort mit ihm darüber zu sprechen, holt sie ihn aus dem Kino ab, in dem er sich den Film Liebe im Schnee mit dem berühmten Schauspieler Günther Kolmin in der Hauptrolle ansieht, mit dem er eine verblüffende Ähnlichkeit hat, worauf er sehr stolz ist. Doch auf dem Weg zu Isoldes Mutter, mit der beide gemeinsam zu Abend essen wollen, geraten sie in Streit, da Franz nicht bereit ist, den Urlaub zu verschieben und so trennen sich für diesen Abend ihre Wege. Am nächsten Morgen erscheint die Chefin des Kinos, Frau Hermanns im Frisiersalon und unterhält sich mit Franz Blume über ihren Urlaub, den sie nicht wahrnehmen kann, da für das Kino eine neue Tonanlage geliefert wird. Als Herr Blume ihr erzählt, dass sich auch die Reise mit seiner Braut zerschlagen hat, bietet sie ihm ihre bereits bestellte Unterkunft in Feuerstein an, was er dankbar zur Kenntnis nimmt. Als er dann nach einem Gespräch mit Isolde immer noch nicht bereit ist, mit ihr gemeinsam erst eine Woche später zu verreisen, beschließt er endgültig, allein in den Harz zu fahren.
Während einer Drehpause platzt Günther Kolmin der Kragen und er beschwert sich beim Filmregisseur über die inhaltslosen Szenen des Films und betont, dass er keine Lust mehr hat, dauernd den Hanswurst zu spielen. Als der Produktionsleiter Richter ihm auch noch in einem neuen Lustspielfilm wieder eine komische Hauptrolle anbieten will, lehnt er konsequent ab und äußert den Wunsch, endlich einmal eine ernste Rolle zu spielen. Der Regisseur Kessel war zufällig Zeuge des Gesprächs und bietet Kolmin eine starke Rolle in einem Film mit schweren Konflikten und spannenden, dramatischen Handlungen an. Der Held ist ein Waldarbeiter, der nicht ernst genommen und gehänselt wird, aber zum Schluss sich durchsetzen kann. Da Kolmin daran interessiert ist, ist er einverstanden mit Kessel zu Milieustudien ein paar Tage in den Harz nach Feuerstein zu fahren. Die Sekretärin bringt die Termine bei der Bestellung der Übernachtungen im Ferienheim Heinrich Zille durcheinander betont aber, dass Herr Kolmin auf jeden Fall inkognito untergebracht werden möchte.
Franz Blume kommt, in der für Frau Hermanns reservierten, Pension Waldhof an und wird von der Wirtin Frau Moosbach freundlich begrüßt, sie erklärt ihm auch, wie er zum Heim Heinrich Zille kommt, wo er das Mittag- und Abendessen zu sich nehmen kann, denn bei ihr gibt es nur Frühstück. Franz macht sich sofort auf den Weg und wird bei seinem Eintreffen im Heim vom Geschäftsführer Frey für den Schauspieler Kolmin gehalten, der durch den Fehler der Sekretärin versehentlich für den Tag zuvor angemeldet wurde. Seine Bemühungen, Herrn Frey sowie auch dem Oberkellner Busske klarzumachen, dass er der Friseur Franz Blume sei, stoßen auf taube Ohren und er bekommt einen Tisch zugewiesen, an dem er ungestört sitzen kann. Die Laborantin Gisela, die mit ihrer Freundin Dore ebenfalls in Feuerstein ihren Urlaub verbringt, glaubt ebenfalls in ihm den Schauspieler zu erkennen, den sie schon lange sehr verehrt. Auch der Pianist der Musikkapelle des Heimes ist der Meinung, dass es Kolmin ist und sie spielen ihm zu Ehren ein Lied aus seinem letzten Film Liebe im Schnee. Daraufhin versammeln sich fast alle Gäste des Lokals an seinem Tisch und spenden ihm Beifall, worauf er spontan die Gaststätte verlässt.
So langsam gefällt es dem Friseur, angehimmelt zu werden und er nutzt die Verwechslung sogar aus, um auf Wunsch von Fräulein Gisela einen Pferdeschlitten für den nächsten Tag zu bestellen, obwohl diese eigentlich immer ausgebucht sind. Da Giselas Freundin mit dem Pianisten Kurt Seidel zum Eislaufen verabredet ist, fahren Gisela und Franz zu zweit durch den Winterwald, bis Gisela ein Stück durch den Schnee laufen will. Da Franz nur Halbschuhe trägt, wählt er einen anderen Weg durch den Schnee, um wieder zum bereits vorgefahrenen Schlitten zu kommen. Auf dem Weg dorthin wird er, trotz Warnung durch die dort arbeitenden Holzfäller, beinahe von einem Baum erschlagen, der gerade gefällt wird. Anschließend wirft er den Waldarbeitern vor, die gefährliche Situation mit Absicht herbeigeführt zu haben, was er dann dem Fräulein Gisela ausführlich zu berichten weiß.
Inzwischen trifft der Filmregisseur im Ferienheim Heinrich Heine ein, muss jedoch feststellen, dass mit der Reservierung der Zimmer etwas schiefgelaufen ist, bekommt aber doch noch ein Ersatzzimmer im FDGB-Ferienheim Sonnenlust. Nur der Geschäftsführer wundert sich, da Kessel die Ankunft des Schauspielers Kolmin für den Abend ankündigt, obwohl Frey sich sicher ist, dass der bereits im Ort Quartier bezogen hat. Nach dem Bezug des Zimmers macht sich Kessel auf den Weg ins Forsthaus, um seinen alten Freund Karl Köhler zu suchen, der mit seinen Holzfällern dem Schauspieler Kolmin zeigen soll, wie im Wald gearbeitet wird. Natürlich denken die Holzfäller am nächsten Tag, dass Kolmin mit dem Mann identisch ist, der gestern in seiner überheblichen Art fast von dem fallenden Baum getroffen wurde und sich trotz vorheriger Warnung nicht belehren ließ. Das lassen sie ihn spüren und erst nach einer längeren Zeit klärt sich der tatsächliche Sachverhalt auf.
Gegen Abend trifft auch Isolde Sturm in Feuerstein ein und auf der Suche nach ihrem Verlobten trifft sie Herrn Kolmin mit seinem Freund in der Pension Waldhof an. Kurz zuvor erfährt sie von Frau Mosbach, dass Herr Blume, den sie wie alle für Herrn Kolmin hält, mit Fräulein Gisela eine kleine Eroberung gemacht hat, weshalb Isolde auch sofort bereit ist, gemeinsam mit den beiden Herren vom Film, ihrem Franz das Schmücken mit fremden Federn auszutreiben. Unter dem Vorwand, ihn für eine Veranstaltung als Knüller zu brauchen, verführt Kessel Franz Blume in eine Bar, redet ihn die gesamte Zeit mit Günther Kolmin an und gibt ihm einen Schnaps nach dem anderen zum Trinken. Franz Blume sieht dann plötzlich seine Verlobte im Spiegel, anschließend sich dort selbst doppelt und zum Schluss Isolde und sein Ebenbild, von dem er denkt, dass er es selbst ist. Nach seiner Ausnüchterung am Abend des nächsten Tages, klärt er in Gegenwart des verkleideten Kolmin und Fräulein Giselas seine wahre Identität auf, verträgt sich wieder mit Isolde und fährt mit ihr zurück nach Trutzen.

## Produktion und Veröffentlichung
Die Filmkomödie Star mit fremden Federn wurde als Schwarzweißfilm gedreht und hatte am 9. September 1955 in den Berliner Kinos Babylon sowie DEFA-Filmtheater Kastanienallee eine Doppelpremiere. Die Erstausstrahlung im Offiziellen Versuchsprogramm des Fernsehzentrums Berlin erfolgte am 25. September 1955.
Das Szenarium stammt von Heino Brandes und für die Dramaturgie war Eva Seemann verantwortlich. Die Musik wurde vom DEFA-Sinfonieorchester eingespielt, welches auch auf den Bühnen der Heime Heinrich Zille und Sonnenlust zu sehen ist. Der Komponist der Filmmusik Gerd Natschinski stellte auch den Dirigenten des Orchesters auf der Bühne dar. Zu Beginn hatte der Regisseur des Films Harald Mannl einen Cameoauftritt.

## Kritik
-ch meinte in der Neuen Zeit über den Hauptdarsteller::

„Denn man lacht, man lacht aus vollem Halse, Werner Peters ist ein großartiger Star mit fremden Federn, und er rettet den ganzen Film. Er ist so wunderbar menschlich-komisch, bei ihm stimmt jeder Gag, jede Geste, jedes Mienenspiel; er gerät nie in die Groteske, er übertreibt immer nur ein ganz klein wenig, denn er weiß um die Meisterschaft in der Beschränkung. Man lacht, und man hat Mitleid mit ihm, etwas vom Geheimnis aller echten Komik wird lebendig.“

Harald Hauser schrieb im Neuen Deutschland:

„Die fröhlichen, herzerquickenden Lacher muß sich das Kinopublikum mühsam ergähnen, während unnütze witzlose Episoden abrollen, deren Plattheit nur in der Plattheit der Dialogsprache ihr Ebenbild findet.“

Das Lexikon des internationalen Films schreibt, dass es sich hier um einen anspruchslosen Unterhaltungsfilm handelt, der trotz wenig neuer Einfälle, mit einem komischen Werner Peters in einer Doppelrolle glänzt.